# ناحیه کینگچنگ
کینگچنگ (به لاتین: Qingcheng District) یک سکونتگاه مسکونی در جمهوری خلق چین است که در کینگوان واقع شده‌است.